# Bryan Forbes
Bryan Forbes, geboren als John Theobald Clarke (Londen, 22 juli 1926 – Virginia Water, 8 mei 2013) was een Brits filmregisseur, screenwriter, filmproducer, romanschrijver en acteur. Hij was een van de belangrijkste filmfiguren van de Britse filmindustrie.
De meest bekende film die hij regisseerde was The Stepford Wives uit 1975 van het gelijknamige boek van Ira Levin.
Hij begon zijn loopbaan als acteur. Hij speelde onder andere mee in Sea Devils en The Colditz Story en hij maakte de documentaire Elton John and Bernie Taupin Say Goodbye Norma Jean and Other Things over het jonge leven van Elton John en Bernie Taupin.
Als scenarioschrijver was hij onder meer betrokken bij The League of Gentlemen uit 1960, The Man Who Haunted Himself uit 1970 en Chaplin uit 1992. Ook schreef hij veel romans.
Bryan Forbes regisseerde onder meer:
- Whistle Down the Wind 1961
- The L-Shaped Room 1962
- Séance on a Wet Afternoon 1964
- King Rat 1965
- The Wrong Box 1966
- The Whisperers 1967 (met zijn vrouw Newman)
- Deadfall 1968 (met Michael Caine)
- The Madwoman of Chaillot (1969)
- The Raging Moon 1971
- The Slipper and the Rose 1976
- Better Late than Never 1982
- The Naked Face 1984

Voor zijn films werd hij zevenmaal genomineerd voor een BAFTA maar hij kon deze nominaties geen enkele maal verzilveren.
Hij was twee keer getrouwd. Van 1951 t/m 1955 met de Ierse actrice Constance Smith en van 1955 tot zijn dood in 2013 met de Britse actrice en schrijfster Nanette Newman, met wie hij 2 dochters kreeg. Dochter Emma is een bekende presentatrice in Engeland. Forbes is geboren in de wijk West Ham en is zijn leven lang fan geweest van West Ham United.
Forbes leed vanaf 1975 aan multiple sclerosis.
- Biblioteca Nacional de España: XX897749
- Bibliothèque nationale de France: cb13894026g (data)
- Catàleg d'autoritats de noms i títols de Catalunya: 981058525831006706
- CiNii: DA12714434
- Gemeinsame Normdatei: 116648821
- International Standard Name Identifier: 0000 0001 0901 1548
- Library of Congress Control Number: n80005145
- Bibliotheek van het Japanse parlement: 00439812
- Nationale Bibliotheek van Tsjechië: pna2009505202
- Nationale Bibliotheek van Israël: 987007278585605171
- Nederlandse Thesaurus van Auteursnamen: 072856491
- LIBRIS: 396839
- SNAC: w6959tq3
- Système universitaire de documentation: 026868962
- Virtual International Authority File: 51875226
- WorldCat: E39PBJrcky4Mgk9q3F8mpfXyBP